# Fong juk
Fong jul (放‧逐) comercialitzada internacionalment com Exiled, és una pel·lícula de drama d'acció de Hong Kong de 2006 produïda i dirigida per Johnnie To, i protagonitzada per Anthony Wong, Francis Ng, Nick Cheung, Josie Ho, Roy Cheung i Lam Suet, amb aparicions especials de Richie Jen i Simon Yam. L'acció té lloc a la Macau contemporània. La pel·lícula es va estrenar a la 63a Mostra Internacional de Cinema de Venècia, i va competir pel Lleó d'Or.

## Argument
El 1998 Macau, l'antic mafiós Wo (Nick Cheung) viu tranquil·lament amb la seva dona, Jin (Josie Ho), i el seu fill nounat en un apartament insignificant, després d'haver-se convertit. sobre una nova fulla. Però El venjatiu cap de la màfia Fay (Simon Yam), a qui Wo va intentar assassinar una vegada, ha enviat un parell de sicaris vells per tallar aquesta existència pacífica. Un cop van arribar, els amics i sicaires de la infància de Wo Blaze (Anthony Wong), Fat (Lam Suet), Tai (Francis Ng) i Cat (Roy Cheung), que estan decidits a protegir Wo. Després d'un breu enfrontament, tot el grup arriba a una treva incòmoda, deixa les armes i salta sobre el sopar; després de tot, aquests homes van créixer junts en la mateixa colla. Reunits i amb fam d'una altra sopar, visiten un reparador anomenat Jeff (Cheung Siu-fai), que dona a la banda la feina de matar un cap rival, el cap Keung (Gordon Lam), així com explicant-los la ubicació d'una gran quantitat d'or que es transporta per a un funcionari corrupte. Wo fa que la colla prometi que si li passa alguna cosa, la seva dona i el seu fill seran cuidats.
Més tard aquella nit els amics van trobar el cap Keung en un restaurant; tanmateix, el cap Fay, amb ganes de fer-se càrrec del territori de l'altre cap, interromp la reunió. El cap Fay reconeix en Blaze assegut al restaurant, el retreu i l'humilia obertament per no matar a Wo, culminant amb Fay disparant Blaze. Però Blaze porta una armilla antibales i sobreviu. Wo, veient això, obre foc abans que la Fay pugui acabar amb Blaze. Esclata un tiroteig al restaurant, Fay rep un tret a la cama i Keung al braç. Els dos caps arriben a un acord per compartir territori i beneficis, acordant, a més, matar la colla d'amics. Després d'haver escapat per poc del tiroteig al restaurant, els amics decideixen portar Wo amb un tret greu a una clínica subterrània per rebre assistència mèdica. Després de negociar un preu, el metge opera traient les bales de Wo. Tanmateix, mentre està cosint la ferida de Wo, hi ha un fort cop a la porta. Després d'haver sentit això, la resta dels amics que esperaven s'amaguen al pis del metge. S'obre la porta i tant en Fay com en Keung irrompen buscant ajuda per les ferides que van patir en el tiroteig al restaurant. Fay allunya un Wo encara inconscient i ordena al metge que primer atengui la seva ferida. Mentrestant, Keung fa una ullada al pis i es troba amb Fat amagat. En adonar-se que els han trobat, la colla comença a despatxar els sequaços dels caps. Mentrestant, Wo es desperta i s'aixeca lentament per escapar abans d'ensorrar-se. La resta d'amics sense saber on ha arribat Wo, fan una sortida per la part posterior de l'apartament. No obstant això, mentre escapa pel pati del darrere, el cap Fay llança Wo des d'una finestra alta i reté als amics de Wo impedint qualsevol intent de rescat. La banda intenta desesperadament recuperar el seu amic greument ferit però encara viu, però Fay encara els dispara i fins i tot aconsegueix disparar a Wo. En Fat, pensant ràpidament, veient que el seu amic s'ha posat a descansar sobre una lona porta a Wo a un lloc segur i la banda escapa. Ara al cotxe, Wo sabent que està a prop de la mort, demana que el portin a la seva dona i al seu fill. Wo mor poc després.
Lliurant el cos de Wo a la seva dona, Jin, ella demana saber què ha passat i en el seu greuge obre foc sobre en Blaze i en Tai que fugen. Jin contempla matar-se ella i el seu fill, però ho pensa millor. En lloc d'això, trenca els mobles de la casa i fa una pira funerària per a Wo. Aleshores, s'encén a Wo i al pis i se'n va amb el seu fill. La colla reduïda abandona la ciutat a la recerca de l'or. Després de trobar-se amb el comboi molt vigilat que portava l'or, llancen una moneda per decidir si el segresten o no. La moneda surt creu, el que significa que no continuaran amb el robatori. Després de continuar per la carretera, però, es va trobar amb el comboi emboscat per una altra banda. Són testimonis de la mort de tots els agents de la policia a trets. Els amics decideixen ajudar l'oficial (Richie Jen) enviant la resta de la colla. Els amics que aprecien el tret agut del policia decideixen dividir l'or amb ell i marxar cap a un moll amagat per transportar l'or al continent i una nova vida. Mentrestant, de tornada a la ciutat, Jin encara furiosa per la mort del seu marit va a buscar els amics, preguntant a moltes persones fins que és reconeguda pel reparador Jeff que al seu torn es posa en contacte amb el seu cap, Fay.

Fay amb Jin capturada crida a Blaze, que després és informat de la situació. Li diuen que es trobi amb Fay a mitjanit, en cas contrari, Jin i el seu fill seran assassinats. Decidits a protegir Jin després de la mort de Wo, els amics accepten i deixen l'oficial al moll amb l'or dient-li que tornaran a l'alba. Un cop al lloc de trobada, els quatre amics s'enfronten per Jin, a qui Fay permet disparar en Blaze per venjar-se. No obstant això, en Blaze sobreviu a causa de la seva armilla antibales. En Tai entra, llançant una bossa d'or als peus de la Fay dient-li que pot tenir-ho tot si Fay els deixa anar a tots. Fay està d'acord, però els diu que en Blaze s'ha de quedar per afrontar les conseqüències de no seguir les ordres. Blaze accepta aquest acord i la resta dels amics se'n van amb Jin. No obstant això, quan marxen, Tai informa a Jin del vaixell i del policia i li diu que condueixi fins allà. Amb Jin estàlvia, els amics, molt per sota del nombre, obren foc. En el tiroteig resultant moren tots, inclosos el cap Fay i el cap Keung. Mentre els amics estan morint, tots somriuen sabent que han complert la seva promesa a Wo.

## Repartiment
- Anthony Wong com a Blaze
- Francis Ng com a Tai
- Nick Cheung com a Wo
- Josie Ho com a Jin, l'esposa de Wo
- Roy Cheung com a Cat
- Lam Suet com a Fat
- Richie Jen com el sergent Chen (aparició especial)
- Simon Yam com a cap Fay (aparició especial)
- Gordon Lam com a cap Keung
- Cheung Siu-fai com a Jeff
- Tam Ping-man com a oncle Fortune
- Benz Hui com el sergent Shan
- Ellen Chan com a Hooker
- Wong Chi-wai com a Darkie

## Recepció

### Festivals
Exiled es va mostrar en competició a la 63a Mostra Internacional de Cinema de Venècia. També es va mostrar al Festival Internacional de Cinema de Toronto de 2006, al Festival Internacional de Cinema de Bangkok de 2007, Festival Internacional de Cinema de Jeonju de 2007, Festival de Cinema del Sol de Mitjanit de 2008 i al Festival Internacional de Cinema de Seattle.

### Valoració de la categoria III
La pel·lícula va rebre una qualificació del Categoria III (restricció de més de 18 anys), especialment per a una escena que mostra el personatge de Simon Yam donant la mà a un altre gàngster amb la mà esquerra girada, fent un acord encaixada de mans de les tríades. L'escena és present al DVD d'edició limitada de Mega-Star. No obstant això, només la versió de tall de la categoria IIB es va estrenar a Hong Kong als cinemes.

### Taquilla
Exiled es va estrenar a Hong Kong el 19 d'octubre. La pel·lícula, el cap de setmana d'estrena, va recaptar un total de 47.533 dòlars. La recaptació total de la taquilla de Hong Kong va ser de 687.434 dòlars.
Més tard es va estrenar als Estats Units amb una qualificació R de la MPAA "per una forta violència i algun contingut sexual". Després del seu llançament limitat als Estats Units, Exiled va recaptar 20.351 dòlars el cap de setmana d'obertura. El total brut de la pel·lícula va ser de 49.413 dòlars EUA.

### Distribució
Magnolia Pictures va adquirir els drets nord-americans de Exiled i la pel·lícula va rebre un llançament limitat a partir del 31 d'agost de 2007. La versió nord-americana en DVD de la pel·lícula va ser llançada l'11 de gener de 2008.

### Recepció crítica
Exiled va rebre crítiques força bones als Estats Units. La pel·lícula és actualment una de les pel·lícules d'estrena limitada més ben valorades del 2007 a Rotten Tomatoes amb un 82%. Els crítics sovint van fer comparacions amb les primeres imatges de l'Spaghetti Western fetes per cineastes com Sergio Leone i Sam Peckinpah, elogiant la pel·lícula per les seves seqüències d'acció i humor negre. Newsweek fins i tot va premiar la pel·lícula al número 4 com una de les "Millors escenes de pel·lícules d'acció" del 2007
"És el somni de l'aficionat a Milkyway Film, i sembla que Johnnie To ho sap. Per al director, Exiled és un moviment lateral, que ofereix una experiència previsible i fins i tot gratificant. Tanmateix, la pel·lícula també ofereix el que probablement tots els fanàtics de Milkyway estan buscant, i ho fa amb un gust emocionant i estimulant. Francament, aquesta pel·lícula pot ser a prova de ressenyes."
Alguns crítics, però, es van mostrar menys entusiastes amb la pel·lícula. El crític de cinema Roger Ebert del Chicago Sun-Times, va atorgar a la pel·lícula una qualificació de 2,5 estrelles, escrivint:
| « | Johnnie To, el director, és molt respectat en aquest gènere, i suposo que ho fa tan bé com t'agradaria que es fes, tret que volguessis actuació i més coherència. | » |

## Reconeixements
Millor director

| Premis                                                           | Premis                       | Premis      | Premis    |
| Premi                                                            | Categoria                    | Receptor(s) | Resultat  |
| ---------------------------------------------------------------- | ---------------------------- | ----------- | --------- |
| 26ns Hong Kong Film Awards                                       |                              |             |           |
| Millor pel·lícula                                                | Exiled                       | Nominat     |           |
| Millor director                                                  | Johnnie To                   | Nominat     |           |
| Millor edició                                                    | David M. Richardson          | Nominat     |           |
| Millor fotografia                                                | Cheng Siu-Keung              | Nominat     |           |
| 63a Mostra Internacional de Cinema de Venècia                    |                              |             |           |
| Lleó d'or                                                        | Johnnie To                   | Nominat     |           |
| 12ns Premis Golden Bauhinia                                      |                              |             |           |
| Millor pel·lícula                                                | Exiled                       | Guanyador   |           |
| Johnnie To                                                       | Guanyador                    |             |           |
| 43ns Premis de Cinema Cavall d'Or                                |                              |             |           |
| Millor pel·lícula                                                | Exiled                       | Nominat     |           |
| Millor Director                                                  | Johnnie To                   | Nominat     |           |
| Millor muntatge                                                  | David M. Richardson          | Nominat     |           |
| Millor Coreografia d'Acció                                       | Ling Chun-pong, Wong Chi-wai | Guanyador   |           |
| Premi de l'enquesta del públic                                   | Exiled                       | Guanyador   |           |
| 13ns Premis de la Societat de la Crítica de Cinema de Hong Kongs |                              |             |           |
| Millor director                                                  | Johnnie To                   | Guanyador   |           |
| Pel·lícula de Mèrit                                              | Exiled                       | Guanyador   |           |
| XXXIX Festival Internacional de Cinema Fantàstic de Catalunya    | Premi Carnet Jove Fantàstic  | Johnnie To  | Guanyador |

### Remake
El distribuïdor de pel·lícules de Hong Kong Media Asia Group ha anunciat un remake de Exiled. La companyia va negociar un acord amb el productor cinematogràfic Samuel Hadida, que està vinculat com a productor.
La pel·lícula malayalam índia Bachelor Party, estrenada el 15 de juny de 2012, és un remake sense acreditar de la pel·lícula Exiled.